# Ricnobelis rubicundus
Ricnobelis rubicundus is een keversoort uit de familie Belidae. De wetenschappelijke naam van de soort is voor het eerst geldig gepubliceerd in 1880 door Broun.